# كريستوفر رازيس
كريستوفر رازيس (باليونانية: Χριστόφορος Ραζής)‏ مواليد 7 يوليو 1989 في سويسرا، هو لاعب كرة سلة قبرصي. بدأ مسيرته الاحترافية في سنة 2005. يبلغ طوله 6 قدم 4.25 بوصة (1.9 م). لعب مع إي دبليو إي باسكتس أولدنبورغ في الدوري الألماني لكرة السلة.

## روابط خارجية
- كريستوفر رازيس على موقع كرة السلة الأوروبية.كوم (الإنجليزية)
- كريستوفر رازيس على موقع ريلجم (الإنجليزية)
- كريستوفر رازيس على موقع بروبوليرز (الإنجليزية)